# Tjistyje prudy
Tjistyje prudy (russisk: Чистые пруды) er en sovjetisk spillefilm fra 1965 af Aleksej Sakharov.

## Medvirkende
- Aleksandr Zbrujev som Sergej
- Tamara Sjomina som Anna
- Svetlana Svetlitjnaja som Katja
- Ljudmila Gladunko som Zjenja
- Jevgenija Filonova som Nina